# Baryconus punctatus
Baryconus punctatus är en stekelart som först beskrevs av Jean-Jacques Kieffer 1908.  Baryconus punctatus ingår i släktet Baryconus och familjen Scelionidae. Inga underarter finns listade.